# Ký hiệu đô la

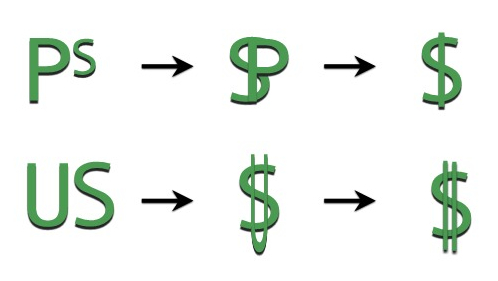
Đường dấu đô la có thể được tiến triển theo

Dấu đô la ($) là dấu dùng trong một số đơn vị tiền tệ bằng đô la, như Đô la Mỹ, Đô la Canada, và Peso,...
Có nhiều huyền thoại về nguồn gốc của dấu "$" để chỉ đồng đô la. Vì đô la thoạt tiên là đồng 8 real của Tây Ban Nha, có người cho rằng hình chữ 'S' có nguồn từ số "8" được viết trên đồng tiền này. Giải thích được nhiều người chấp nhận nhất là dấu "$" được bắt nguồn từ chữ "PS" (cho "peso" hay "piastre") được viết trên nhau trong tiếng Tây Ban Nha. Về sau, chữ "P" biến thành một dấu gạch thẳng đứng (|) vì vòng cong đã biến vào trong vòng cong của chữ "S". Giải thích này được ủng hộ khi khám xét vào tài liệu cũ. Dấu "$" đã được sử dụng trước khi tiền đô la Tây Ban Nha đã được dùng làm tiền tệ chính thức trong năm 1785.
Ký hiệu đô la đôi khi còn được viết với hai dấu gạch thẳng đứng. Có lẽ đây chỉ là thói quen viết ba nét để viết dấu hiệu cũ: một nét cho chữ "S", một nét cho đường gạch đứng, và nét cuối cho đường cong trong chữ "P". Những người viết nhanh không chú ý đến việc viết một chữ "P" cho đúng cho nên tiện tay viết một dấu gạch nữa.
Có một số giải thích khác cho dấu gạch thứ hai – có người cho rằng dấu "$" xuất thân từ hai chữ "U" và "S" viết chồng trên nhau (vòng cong của chữ "U" cùng nét với vòng cong ở dưới chữ "S"), cũng có người cho rằng hai đường gạch tượng trưng cho hai cây cột trụ trong Đền thờ Solomon tại Jerusalem. Hai giải thích này không có chứng cớ vì cách viết này đã có trước khi nước Hoa Kỳ (viết tắt tiếng Anh là "US") được thành lập, hay vì không có bằng chứng trong lịch sử đồng Tây Ban Nha.